# 聖フィリポの殉教
『聖フィリポの殉教』（せいフィリポのじゅんきょう、西: Martirio de San Felipe、英: The Martyrdom of Saint Philip）は、スペイン・バロック絵画の巨匠ホセ・デ・リベーラが1639年にキャンバス上に油彩で制作した絵画である。前面短縮法とバロック特有の斜めに配置された構図の中に卓越した構成能力がうかがえる画家の最高傑作の1つである。スペインの批評家エウヘニオ・ドールスは、作品を「ほとんどロシアのバレエのよう」であると評した。現在、マドリードのプラド美術館に所蔵されている。

## 作品
長い間、本作は使徒の聖バルトロマイの殉教を表わしたものだと考えられていた。リベーラはこの主題を何度か取り上げていたからである。1953年になってようやく、美術史家のデルフィーン・フィッツ・ダービー (Delphine Fitz Derby) により主題が使徒の聖フィリポであると確定された。イエス・キリストの復活の後に、フィリポと彼の姉 (または妹) のマリアムネ (Mariamne) は、バルトロマイとともにギリシャ、フリュギア、シリアで説教をした。フィリポはヒエラポリス-パムッカレで磔にされ、殉教した。
本作は実物大以上の人物を描き、殉教の場面をインパクトのある宗教的、人間的悲劇として提示している。空は天上界へと開けてはおらず、合奏する天使たちもいない。聖フィリポは伝記作者が記述したような87歳の老人ではなく、逞しい体型の中年として描かれている。彼の普通の顔立ち、日焼けした顔、短髪や髭は、リベーラが本作に用いたモデルの人物のように彼が庶民であることを示している。画家にとって、殉教は本質的に地上界の出来事なのである。
リベーラは、十字架での磔の準備がいまだ進行中の場面を捉えている。低い視点から描いており、主要人物に記念碑的性質を与え、抜けるような青空を大きく表している。四肢を引き伸ばされた聖フィリポの堂々とした身体が描き出すラインが特に際立ち、処刑執行人の姿と対照をなす。2人の処刑執行人が使徒フィリポを引き上げようとしている間、もう1人が彼の片方の脚を支えている。明るい陽光が苦痛と諦観を示すフィリポの顔を照らす。光と影のコントラストが劇的な効果を高めている。
右側には、この出来事について話しているようにみえる、好奇心に満ちた見物者たちがいる。左側には、起きていることに頓着していない人々がいる。小さな子供を腕に抱いている女性は鑑賞者の方を見つめており、場面の他の部分を占める残酷性と優しく繊細な対照をなしている。この女性の中に慈愛の寓意を見ようとする研究者もいる。
豪奢な色彩の使用、画家としては初めての試みとなる軽やかで踊るような筆致、素晴らしい裸体像から判断して、本作はリベーラの円熟期の作品である。画家の以前の作品に比べて、カラヴァッジョの影響は後退し、グイド・レーニとドメニキーノの影響を示している。

## 歴史
『聖フィリポの殉教』は、おそらく第2代メディナ・デ・ラス・トレス (II Duke of Medina de las Torres) 公爵よりフェリペ4世への贈り物として委嘱された。聖フィリポは同名 (「フィリポ」はスペイン語で「フェリペ」) の王の守護聖人であった。長い間、作品はスペイン王室のコレクションにあり、1734年の旧王宮の火災での損失を免れた後、ブエン・レティーロ宮殿とマドリード王宮に掛けられた。1818年以後にプラド美術館に移された。